# Nessets kommun
Nessets kommun (norska: Nesset kommune) var en kommun i Møre og Romsdal fylke i Norge. Kommunens centralort var tätorten Eidsvåg.

## Administrativ historik
Kommunen grundades på 1830-talet samtidigt med flertalet andra norska kommuner.
1877 justerades gränserna så att ett område med 16 invånare övefördes till Bolsøy kommun och ett område med 212 invånare överfördes från Tingvolls kommun.
År 1890 delades kommunen genom utbrytning av en del som fick namnet Eresfjord og Vistdal. De två kommunerna återförenades 1964.
1 januari 2020 slogs kommunen samman med Midsunds och Molde kommuner.

## Tätorter
- Eidsvåg
- Rausand